# ドイツ・オリエントバンク
ドイツ・オリエントバンク（独: Deutsche Orientbank、日: 独逸東洋銀行、1906年 - 1932年）は、銀行家オイゲン・グッドマンと息子のヘルベルト・グッドマンが、ドレスナー銀行、ドイツ国立銀行（後ダナート銀行）、A. シャフハウゼン銀行協会の後援でベルリンに設立した在外銀行・植民地銀行。オスマン帝国とエジプト副王領で影響力を高めるためのドイツの取り組みの一環で、定款においても本国・オリエント間の商業取引を促進することを目的としていた。ナチスが略奪したユダヤ人資産などに関わった。

## 概要
背景

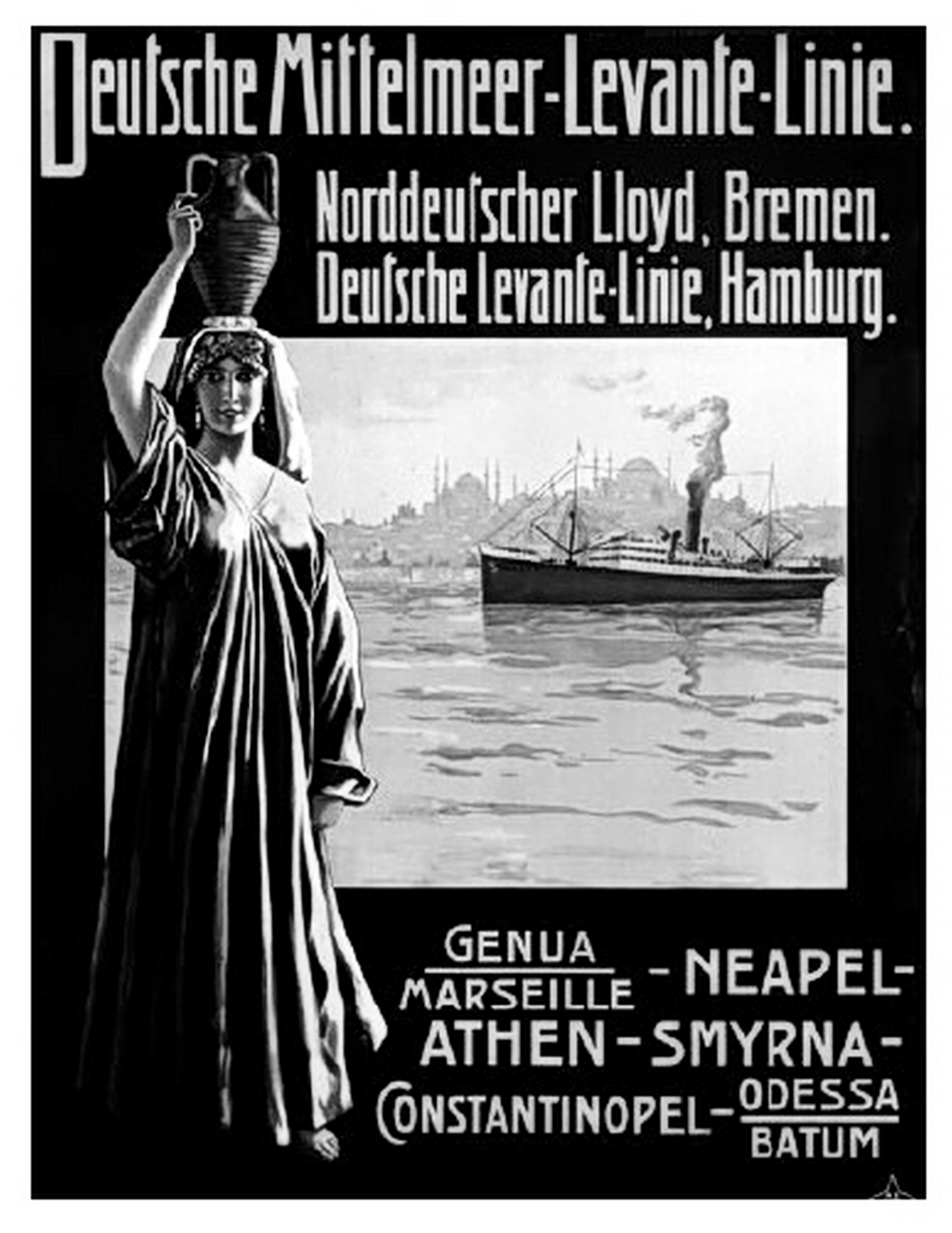
ドイツ・レヴァンテ・ラインのポスター。

オスマン帝国には1881年、露土戦争の債務回収のためのオスマン債務管理局が設置されており、欧州の独占資本がすでに進出していた。ドイツと英仏とは18世紀からロシア政財界への進出をめぐってサンクトペテルブルクで競争しており、ドイツが一つ頭余計に食い込んでオスマン帝国を南方へ退けることに成功した（列強間の資本輸出競争はギリシアをふくむ東方問題であり、極東では三国干渉に発展した）。オスマン分割もその延長であり、1889年にはハンブルクに海運会社ドイツ・レヴァンテ・ライン（DLL）が設立され、ドイツとレヴァンテ地方（地中海南岸）との航路を運営していた。債務管理局の目的は主に英仏の債権回収であったが、ドイツ銀行やディスコント・ゲゼルシャフトはオスマン帝国への鉄道敷設や兵器輸出に関わり、イギリスと入れ替わりに保有債権を増やしながら、投資活動を加速させた。
1906年、ドイツ・オリエントバンクが登場し、後述のドイツ・パレスチナ銀行オリエント支店を買収し、レヴァンテ限定の支店網を形成した。その支店網は、英仏資本のオスマン銀行と真正面から競争するものであった。
創設
創立者のグッドマン親子はドレスデン銀行やドイツ・南米商業銀行の創設者でもあった。ドイツ・オリエント銀行は1906年、ドレスナー銀行が37.5%（約1600万マルク）、他の2社がそれぞれ31.25%の株式を保有して創設された。初代頭取はドレスナー銀行のヘルベルト・グートマンが務めた。ドイツ・オリエントバンクは海運会社のDLL（ハパック）と密接な海運会社を主な取引先とした。
A. シャフハウゼン銀行協会は1916年、信用組合のディスコント・ゲゼルシャフトに吸収されたが、このときには、同協会保有のドイツ・オリエントバンク株はドイツ銀行とオーストリア・ハンガリー銀行グループなどに承継された。
1907年恐慌は英仏資本を撤退させたが、ドイツ・オリエントバンクは、母体のドイツ国立銀行時代からエジプトで綿花金融を商っていたことで、支店の健全性と顧客を保った。
1909年には、モロッコ支店が2件設置されソシエテ・ジェネラルの代理店となったが、これらは1913年には第二次モロッコ事件を収拾する協定によりソジェンに売却された。1909年にはモロッコの国家銀行（Banque du Moroc）にも資本参加していたが、持分は後にヴェルサイユ条約145条に従い、アルジェリア銀行へ移譲された。
コンスタンティノープルでは1911年に、ドイツ銀行とともに地下鉄事業に共同出資しており、翌年には同市の交通・電気企業設立のためブリュッセルでコンソーシアムに参加していた。レヴァンテ地方については1913年、ドイツ・パレスチナ銀行を買収し、母体の支店網を拡大した。
1920年にはコンスタンティノープルに支店を開設し、エジプトの7都市にも支店を置いた。
1931年の欧州銀行危機のときには取り付け騒ぎが発生したが、ドレスナー銀行が業務を引き継いで、オリエント銀行のブランド名はそのまま残した。
ドイツ・オリエントバンクはトルコ革命後のイスタンブール支店を拠点としてナチスが盗んだ金の取引に関与しており、最終的に1946年に清算された。

## ドイツ・パレスチナ銀行
ドイツ・パレスチナ銀行（Deutsche Palästina-Bank）は1899年、プロテスタント系のDeutsche Palästina- und Orient-Gesellschaft G.m.b.H. を母体として。ハイト商会（Hydt & Co.）が千マルクの株式450株を25％の払い込みでほとんど引受けて創設された。エルサレム支店は、宗教法人・慈善施設ならびにあらゆる宗派の信徒らへ貸し付けた。この活動はドイツ産の石油モーターや砂糖の販売を促進した。設立当初は初期投資が高くつき、またクレディ・リヨネ（現クレディ・アグリコル）と激しく競争したが、やがて軌道に乗り欧米のメガバンクとコルレス契約を結んだ。
1908年にハイト商会が破産したときには、フュルステン・コンツェルンの持株会社が参加し、このとき資本金が5倍となった。フュルステン・コンツェルンとは、フュルステン・ホーヘンローエ・エーリンゲンとフュルステンベルクの両家が支配する複合企業であった。先の持株会社はDLL株を大量に取得してオリエントへ進出した。ドイツ帝国#経済も参照されたい。
1913年フュルステン・コンツェルンが投機に失敗して破産し、持株会社は解散した。債務整理は懇意の銀行（Berliner Handels-Gesellschaft）だけでは手に負えなくなり、ドイツ銀行が債務の残額100万マルクを引受けた。これを返済するため、経営が順調だったドイツ・パレスチナ銀行はオリエント支店がドイツ・オリエントバンクに売却された。さらにDLLもハパックに吸収された。